# Gonçalo Silva
Gonçalo Filipe Oliveira Silva (Barreiro, 4 giugno 1991) è un calciatore portoghese, difensore del Noah.

## Caratteristiche tecniche
È un difensore centrale.

## Carriera

### Club
Cresciuto nelle giovanili del Barreirense, ha esordito il 12 settembre 2010 con la maglia del Lousada in un match vinto 2-0 contro l'Oliveirense.

### Nazionale
Nel 2012 ha giocato una partita nella nazionale portoghese Under-21.

## Statistiche

### Presenze e reti nei club
Statistiche aggiornate al 7 luglio 2017.
| Stagione        | Squadra         | Campionato      | Campionato | Campionato | Coppe nazionali | Coppe nazionali | Coppe nazionali | Coppe continentali | Coppe continentali | Coppe continentali | Altre coppe | Altre coppe | Altre coppe | Totale | Totale | Totale |
| Stagione        | Squadra         | Comp            | Pres       | Reti       | Comp            | Pres            | Reti            | Comp               | Pres               | Reti               | Comp        | Pres        | Reti        | Pres   | Reti   |        |
| --------------- | --------------- | --------------- | ---------- | ---------- | --------------- | --------------- | --------------- | ------------------ | ------------------ | ------------------ | ----------- | ----------- | ----------- | ------ | ------ | ------ |
| 2010-2011       | Lousada         | SD              | 28         | 0          | TP              | 1               | 0               |                    | -                  | -                  |             | -           | -           | 29     | 0      |        |
| 2011-2012       | Atlético CP     | SL              | 29         | 0          | TP+TL           | 1               | 0               |                    | -                  | -                  |             | -           | -           | 30     | 0      |        |
| 2012-2013       | Braga B         | SL              | 25         | 0          |                 | -               | -               |                    | -                  | -                  |             | -           | -           | 25     | 0      |        |
| 2013-2014       | Braga B         | SL              | 28         | 1          |                 | -               | -               |                    | -                  | -                  |             | -           | -           | 28     | 1      |        |
| 2014-2015       | Braga B         | SL              | 30         | 1          |                 | -               | -               |                    | -                  | -                  |             | -           | -           | 30     | 1      |        |
| Totale Braga B  | Totale Braga B  | Totale Braga B  | 83         | 2          |                 | -               | -               |                    | -                  | -                  |             | -           | -           | 83     | 2      |        |
| 2015-2016       | Braga           | PL              | 0          | 0          | TP+TL           | 0+1             | 0               |                    | -                  | -                  |             | -           | -           | 1      | 0      |        |
| 2015-2016       | Belenenses      | PL              | 19         | 2          | TP+TL           | 2+4             | 1+0             | UEL                | 3                  | 0                  |             | -           | -           | 28     | 3      |        |
| 2016-2017       | Belenenses      | PL              | 22         | 2          | TP+TL           | 0+3             | 0               |                    | -                  | -                  |             | -           | -           | 25     | 2      |        |
| Totale carriera | Totale carriera | Totale carriera | 181        | 6          |                 | 12              | 1               |                    | 3                  | 0                  |             | -           | -           | 196    | 7      |        |

## Palmarès

### Club

#### Competizioni nazionali
- Campionato armeno: 1

Noah: 2024-2025
- Coppa d'Armenia: 1

Noah: 2024-2025